# Liste der Stolpersteine in Altenkirchen (Westerwald)

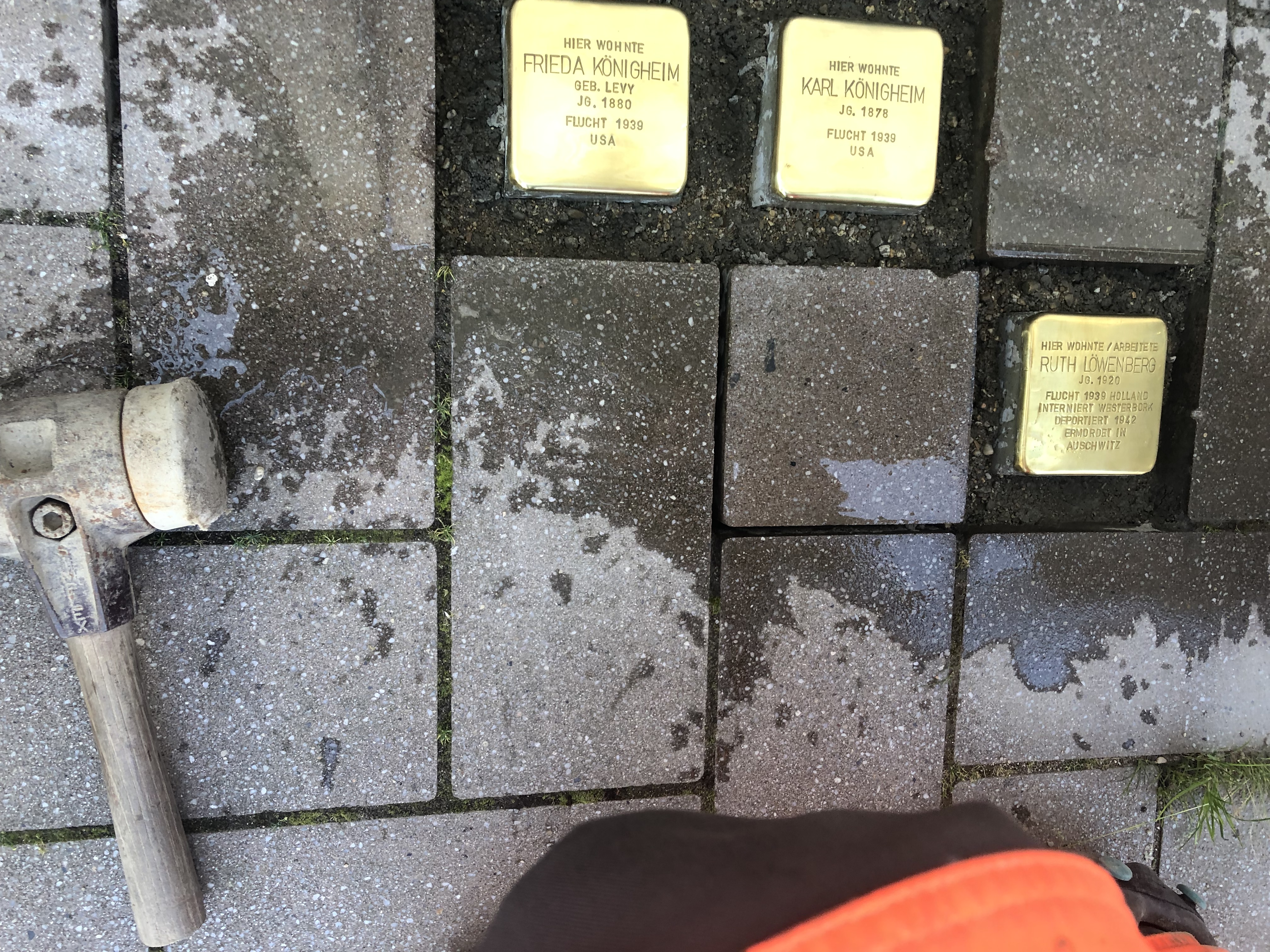
Verlegung der drei ersten Stolpersteine in Altenkirchen am 3. September 2021

In der Liste der Stolpersteine in Altenkirchen (Westerwald) werden die in Altenkirchen vorhandenen Stolpersteine aufgeführt, die im Rahmen des Projekts Stolpersteine des Künstlers Gunter Demnig verlegt wurden.
Die ersten 19 Steine wurden im Rahmen eines Projektes des Fördervereins Bismarckturm am 3. September 2021 verlegt. Vor dem Historischen Quartier in der Marktstraße wurden die ersten drei Steine eingelassen, die an das jüdische Ehepaar Königheim, die Bewohner des ehemaligen Hauses an diesem Standort, und ihre junge Angestellte Ruth Löwenberg erinnern. Anschließend erfolgte die Verlegung von vier weiteren Stolpersteinen in der oberen Marktstraße, die an die Familien Abraham und Seligmann erinnern. Weitere Verlegestellen der Stolpersteine in der Kreisstadt sind die Bahnhofstraße, die Kölner Straße, die Wilhelmstraße, der Weyerdamm (Ecke Wilhelmstraße) und die Rathausstraße, die frühere Hindenburgstraße.

## Übersicht
| Adresse                                           | Name                           | Inschrift | Verlegedatum      | Bild | Anmerkung |
| ------------------------------------------------- | ------------------------------ | --- | ----------------- | ---- | --- |
| Marktstraße 45 (heute 31)                         | Frieda Königheim geb. Levy     | Hier wohnte Frieda Königheim geb. Levy Jg. 1880 Flucht 1939 USA                                                                                | 3. September 2021 |      | Frieda Königheim leitete die 1966 gegründete Frauen-Chewra Kadischa. |
| Marktstraße 45 (heute 31)                         | Karl Königheim                 | Hier wohnte Karl Königheim Jg. 1878 Flucht 1939 USA                                                                                            | 3. September 2021 |      | |
| Marktstraße 45 (heute 31)                         | Ruth Löwenberg                 | Hier wohnte/arbeitete Ruth Löwenberg Jg. 1920 Flucht 1939 Holland interniert Westerbork deportiert 1942 ermordet in Auschwitz                  | 3. September 2021 |      | Ruth Löwenberg war Angestellte der Familie Königheim |
| Marktstraße 6                                     | Johanna Abraham, geb Kahn      | Hier wohnte Johanna Abraham geb. Kahn Jg. 1868 deportiert 1942 Theresienstadt ermordet 24.6.1943                                               | 3. September 2021 |      | Am Standort des ehemaligen Hauses der Familie Abraham steht heute ein Lagerhaus in einfacher Nachkriegsbebauung. |
| Marktstraße 6                                     | Günther Seligmann              | Hier wohnte Günther Seligmann Jg. 1937 Flucht 1937 USA                                                                                         | 3. September 2021 |      | |
| Marktstraße 6                                     | Irma Seligmann                 | Hier wohnte Irma Seligmann geb. Abraham Jg. 1910 Flucht 1937 USA                                                                               | 3. September 2021 |      | |
| Marktstraße 6                                     | Edgar Seligmann                | Hier wohnte Edgar Seligmann Jg. 1902 Flucht 1937 USA                                                                                           | 3. September 2021 |      | |
| Am Weyerdamm 1, Ecke Wilhelmstraße                | Änne Abraham, geb. May         | Hier wohnte Änne Abraham verh. May Jg. 1898 Flucht 1937 USA                                                                                    | 3. September 2021 |      | Das heutige Gebäude hat die Adresse Wilhelmstraße 34. |
| Am Weyerdamm 1, Ecke Wilhelmstraße                | Hugo Abraham                   | Hier wohnte Hugo Abraham Jg. 1897 deportiert 1941 ermordet in Riga                                                                             | 3. September 2021 |      | |
| Am Weyerdamm 1, Ecke Wilhelmstraße                | Elfriede Abraham               | Hier wohnte Elfriede Abraham Jg. 1903 Flucht 1940 Luxemburg deportiert 1941 Lodz/Litzmannstadt 1942 Chelmno/Kulmhof ermordet September 1942    | 3. September 2021 |      | |
| Am Weyerdamm 1, Ecke Wilhelmstraße                | Emil Abraham                   | Hier wohnte Emil Abraham Jg. 1870 Zwangsumzug 1940 Köln gedemütigt/entrechtet tot 9.3. 1940                                                    | 3. September 2021 |      | |
| Hindenburgstraße 2 (heute Rathausstraße)          | Leo Abraham                    | Hier wohnte Leo Abraham Jg. 1902 Flucht 1939 USA                                                                                               | 3. September 2021 |      | Die Familie Abraham betrieb in der damaligen Hindenburgstraße einen Textilhandel. Vater Leo Abraham wanderte 1939 zunächst allein in die Vereinigten Staaten aus, um nach einer Existenzgründung seine Familie nachzuholen. |
| Hindenburgstraße 2 (heute Rathausstraße)          | Elsa Abraham, geb. Marx        | Hier wohnte Elsa Abraham, geb. Marx Jg. 1899 deportiert 1941 ermordet in Riga                                                                  | 3. September 2021 |      | Doch bevor dies gelingen konnte, wurden seine Frau Elsa und die beiden Töchter Bertel und Hannelore zum Umzug nach Köln gezwungen und 1941 nach Riga deportiert, wo sich ihre Spur verliert. |
| Hindenburgstraße 2 (heute Rathausstraße)          | Berta ‚Bertel‘ Abraham         | Hier wohnte Berta ‚Bertel‘ Abraham Jg. 1928 deportiert 1941 ermordet in Riga                                                                   | 3. September 2021 |      | |
| Hindenburgstraße 2 (heute Rathausstraße)          | Hannelore Abraham              | Hier wohnte Hannelore Abraham Jg. 1930 deportiert 1941 ermordet in Riga                                                                        | 3. September 2021 |      | Anmerkung |
| Hindenburgstraße 2 (heute Rathausstraße)          | Sally Robert Salomon           | Hier wohnte Sally Robert Salomon Jg. 1896 „Schutzhaft“ 1938 Dachau deportiert 1942 Transit-Ghetto Izbica ermordet                              | 3. September 2021 |      | „Sally“ ist die Koseform von Salomon. |
| Hindenburgstraße 4 (heute Rathausstraße)          | Robert Salomon                 | Hier wohnte Robert Salomon Jg. 1936 deportiert 1942 Transit-Ghetto Izbica ermordet                                                             | 3. September 2021 |      | Am ehemaligen Standort des Gebäudes ist heute ein Parkplatz bzw. Einfahrt |
| Hindenburgstraße 4 (heute Rathausstraße)          | Martha Salomon, geb. Seligmann | Hier wohnte Martha Salomon, geb. Seligmann Jg. 1901 deportiert 1942 Transit-Ghetto Izbica ermordet in Riga                                     | 3. September 2021 |      | |
| Hindenburgstraße 4 (heute Rathausstraße)          | Otto Julius Salomon            | Hier wohnte Otto Julius Salomon Jg. 1932 deportiert 1942 Transit-Ghetto Izbica ermordet                                                        | 3. September 2021 |      | |
| .Kirchstraße (unterhalb der Evangelischen Kirche) | Theodor Maas                   | Hier wohnte Pfarrer Theodor Maas Jg. 1882 von SA mit LKW angefahren 2. 3. 1943 tot an den Folgen 3.3. 1943 Unfallursache nie geklärt           | 3. September 2022 |      | |
| Kirchstraße (unterhalb der Evangelischen Kirche)  | Babette Maas                   | Hier wohnte Babette Maas geb. Kolb Jg. 1878 Brandanschlag Wohnung zerstört 24.8.1943 Anschlag nicht aufgeklärt                                 | 3. September 2022 |      | |
| Saynstraße 8                                      | Moritz Simon                   | Hier wohnte Moritz Simon Jg. 1868 Flucht 1938 Palästina tot auf Überfahrt 23. 11. 1938 Triest                                                  | 3. Februar 2022   |      | |
| Saynstraße 8                                      | Florentine Simon               | Hier wohnte Florentine Simon Jg. 1894 unfreiwillig verzogen 1938 Bad Neuenahr Flucht 1938 Palästina                                            | 3. Februar 2022   |      | |
| Saynstraße 8                                      | Dr, Hermann Simon              | Hier wohnte Dr. Hermann Simon Jg. 1897 Praxis 'arisiert' unfreiwillig verzogen 1936 Bad Neuenahr Flucht 1938 Palästina                         | 3. Februar 2022   |      | |
| Saynstraße 8                                      | Henriette Simon, geb. Emanuel  | Hier wohnte Henriette Simon geb. Emanuel Jg. 1905 unfreiwillig verzogen 1936 Bad Neuenahr Flucht 1938 Palästina                                | 3. Februar 2022   |      | |
| Saynstraße 8                                      | Margot Simon, verh. Hermann    | Hier wohnte Margot Simon verh. Hermann Jg. 1931 unfreiwillig verzogen 1936 Bad Neuenahr Flucht 1938 Palästina                                  | 3. Februar 2022   |      | |
| Wilhelmstraße 27                                  | Rudolf Davis                   | Hier wohnte Rudolf Davis Jg. 1877 Schuhgeschäft 'arisiert' Flucht 1938 Palästina                                                               | 3. Februar 2022   |      | |
| Wilhelmstraße 27                                  | Helene Davis, geb. Pohly       | Hier wohnte Helene Davis ge. Pohly Flucht 1938 Palästina                                                                                       | 3. Februar 2022   |      | |
| Wilhelmstraße 27                                  | Hans-Ludwig Davis              | Hier wohnte Hans-Ludwig Davis Jg. 1910 Flucht 1938 Palästina                                                                                   | 3. Februar 2022   |      | |
| Wilhelmstraße 27                                  | Werner Davis                   | Hier wohnte Werner Davis Jg. 1913 ausgebürgert Flucht 1938 Palästina                                                                           | 3. Februar 2022   |      | |
| Wilhelmstraße 27                                  | Alfred Davis                   | Hier wohnte Alfred Davis Jg. 1880 Schuhgeschäft 'arisiert' Flucht 1939 USA                                                                     | 3. Februar 2022   |      | |
| Wilhelmstraße 27                                  | Gertrud Davis, verh. Fichtel   | Hier wohnte Gertrud Davis verh. Fichtel Jg. 1915 Flucht 1938 USA                                                                               | 3. Februar 2022   |      | |
| Wilhelmstraße 27                                  | Paula Davis, geb. Baum         | Hier wohnte Paula Davis geb. Baum Jg. 1890 Flucht USA                                                                                          | 3. Februar 2022   |      | |
| Wilhelmstraße 57                                  | Adolf Aron                     | Hier wohnte Adolf Aron Jg. 1875 Geschäft „arisiert“ freiwillig verzogen 1939 Köln Flucht 1940 Portugal 1941 USA                                | September 2022    |      | Adolf Aaron eröffnete zusätzlich zu seinem Bekleidungsgeschäft in Puderbach eine zweite, größere Filiale in der Altenkirchener Innenstadt. Der Laden befand sich auf der Kölner Straße 1a, nicht weit vom Bahnübergang auf der Koblenzer Straße entfernt. In der Zeit des Nationalsozialismus wird es Adolf Aron unmöglich gemacht, sein Konfektions- und Manufakturwarengeschäft normal weiterzuführen. Er schreibt in einer Versicherung an Eides statt wie folgt: „1938 wurde ich gezwungen, mein Geschäft zu schließen und mein Warenlager, das ich nach bestem Wissen und Gewissen auf 2000 Reichsmark schätze, für 500 RM zu verschleudern.“ |
| Wilhelmstraße 57                                  | Thekla Aron                    | Hier wohnte Thekla Aron Jg. 1882 Geschäft „arisiert“ freiwillig verzogen 1939 Köln Flucht 1940 Portugal 1941 USA                               | September 2022    |      | |
| Bahnhofstraße 10                                  | Max Fultheim                   | Hier wohnte Max Fultheim Jg. 1878 deportiert 1941 Lodz/Litzmannstadt ermordet 20. 12. 1941                                                     | September 2022    |      | Max Fultheim, geboren am 2. März 1878, und seine Frau Mathilde, geboren am 1. März 1885, betrieben einen Viehhandel. Sie wurden 1938 von den Altenkirchener Nationalsozialisten zum Umzug zu ihrer Tochter Gerda nach Essen gezwungen und von dort 1941 nach Lodz deportiert, wo sie getrennt wurden. |
| Bahnhofstraße 10                                  | Mathilde Fultheim              | Hier wohnte Mathilde Fultheim geb. Mayer Jg. 1885 deportiert 1941 Lodz/Litzmannstadt Chelmno/Kulmhof ermordet Mai 1942                         | September 2022    |      | |
| Bahnhofstraße 10                                  | Emilie Fultheim                | Hier wohnte Emilie Fultheim verh. Crohn Jg. 1914 Flucht 1935 Palästina                                                                         | September 2022    |      | |
| Bahnhofstraße 10                                  | Manfred Fultheim               | Hier wohnte Manfred Fultheim Jg. 1921 Flucht 1937 Palästina                                                                                    | September 2022    |      | |
|                                                   |                                | |                   |      | |
| Bahnhofstraße 10                                  | Helma Fultheim                 | Hier wohnte Helma Fultheim verh. Shepherd Jg. 1909 Flucht 1938 Palästina                                                                       | September 2022    |      | |
| Kölner Straße 15                                  | Albert Abraham                 | Hier wohnte Albert Abraham Hg. 1870 unfreiwillig verzogen Köln deportiert 1942 Theresienstadt 1942 Treblinka ermordet                          | September 2022    |      | |
| Kölner Straße 15                                  | Jeanette Abraham               | Hier wohnte Jeanette Abraham Jg. 1877 geb. Horn unfreiwillig verzogen Köln deportiert 1942 Theresienstadt ermordet 8. 8. 1942                  | September 2022    |      | [ 5 ] |
| Kölner Straße 12                                  | Leo Fultheim                   | Hier wohnte Leo Fultheim Jg. 1878 Geschäft „arisiert“ freiwillig verzogen 1942 Köln deportiert 1942 Theresienstadt ermordet Nov. 1943          | September 2022    |      | Bruder von Max (Meir) Fultheim, geboren 28. 7. 1879 in Altenkirchen (Rheinprovinz), Deportation: ab Köln: 27.07.1942; Theresienstadt, Ghetto; gestorben 19. 11. 1943 in Theresienstadt |
| Kölner Straße 12                                  | Rosa Fultheim                  | Hier wohnte Rosa Fultheim geb. Simon Jg. 1889 unfreiwillig verzogen 1942 Köln deportiert 1942 Theresienstadt ermordet 15. 5. 1944              | September 2022    |      | geb. 7. Oktober 1889 in Bassenheim |
| Kölner Straße 12                                  | Paul Fultheim                  | Hier wohnte Paul Fultheim Jg. 1914 Flucht USA                                                                                                  | September 2022    |      | gestorben Dezember 1967 in Long Beach |
| Kölner Straße 8                                   | Siegfried Abraham              | Hier wohnte Siegfried Abraham Jg. 1891 unfreiwillig verzogen Köln deportiert 1942 Theresienstadt 1944 Auschwitz ermordet                       | September 2022    |      | [ 9 ] [ 10 ] |
| Kölner Straße 8                                   | Else Abraham                   | Hier wohnte Else Abraham geb. Wallerstein Jg. 1899 unfreiwillig verzogen Köln deportiert 1942 Theresienstadt 1944 Auschwitz ermordet Okt. 1944 | September 2022    |      | |
| Kölner Straße 8                                   | Liesel Abraham                 | Hier wohnte Liesel Abraham Jg. 1927 unfreiwillig verzogen Köln deportiert 1942 Theresienstadt 1944 Auschwitz ermordet Okt. 1944                | September 2022    |      | |